# Heinrich III. von Volmestein
Graf Heinrich III. von Volmestein († um 1258) war ein mittelalterlicher Adliger aus dem Hause Volmestein.
Seine Eltern waren Graf Heinrich II. von Volmestein und Agnes NN.

## Ehen und Nachkommen
1. ⚭ Christine
  - Heinrich IV.
2. ⚭ Agnes
  - Adolf
  - Agnes ⚭ NN von Hörde
  - Dietrich I. von Volmerstein
  - Engelbert
  - Everhard (Kanoniker)
  - Friedrich
  - Heinrich V.
    - Heinrich VI.

  - Hermann
  - Mathilde ⚭ Werner von Brakel
  - Walram
  - Werner
3. um 1258 ⚭ Sophie von Isenberg-Limburg (auch „von Altena“ genannt † um 1292)